# Henric Johnson
Henric Johnson, född 1975, är en svensk professor i datavetenskap. Han är rektor för Blekinge tekniska högskola sedan 2024.
Henric Johnson var prorektor vid Blekinge tekniska högskola 2013–2017 och därefter gästprofessor vid Stanford University och senare Diplomat och chef för enheten för forskning, innovation och högre utbildning vid Sveriges ambassad i Washington 2018–2021. Han tillträdde som rektor för Blekinge tekniska högskola den 1 september 2024.
Andra uppdrag inkluderar medlemskap i EU-kommissionens expertgrupp för att stödja partnerskapen under Horizon Europe, EU:s ramprogram för forskning och innovation, ledamot i styrelsen för Roskilde universitet och ledamot i University of Colorado Boulders externa råd för forskning och innovation.